# Chionaema torrida
Chionaema torrida là một loài bướm đêm thuộc phân họ Arctiinae, họ Erebidae.